# Isolino di San Giovanni
L'Isolino di San Giovanni (in dialetto locale Isolin de San Gioann) è un'isola dell'arcipelago delle Isole Borromee sul Lago Maggiore. Si trova nel golfo Borromeo, di fronte a Pallanza, a pochi metri di distanza dalla riva.
L'isola è nota per essere stata residenza, tra il 1927 e il 1952, del direttore d'orchestra Arturo Toscanini che ivi abitò il secentesco Palazzo Borromeo.
Il palazzo e l'isola sono privati e non visitabili.

## Storia

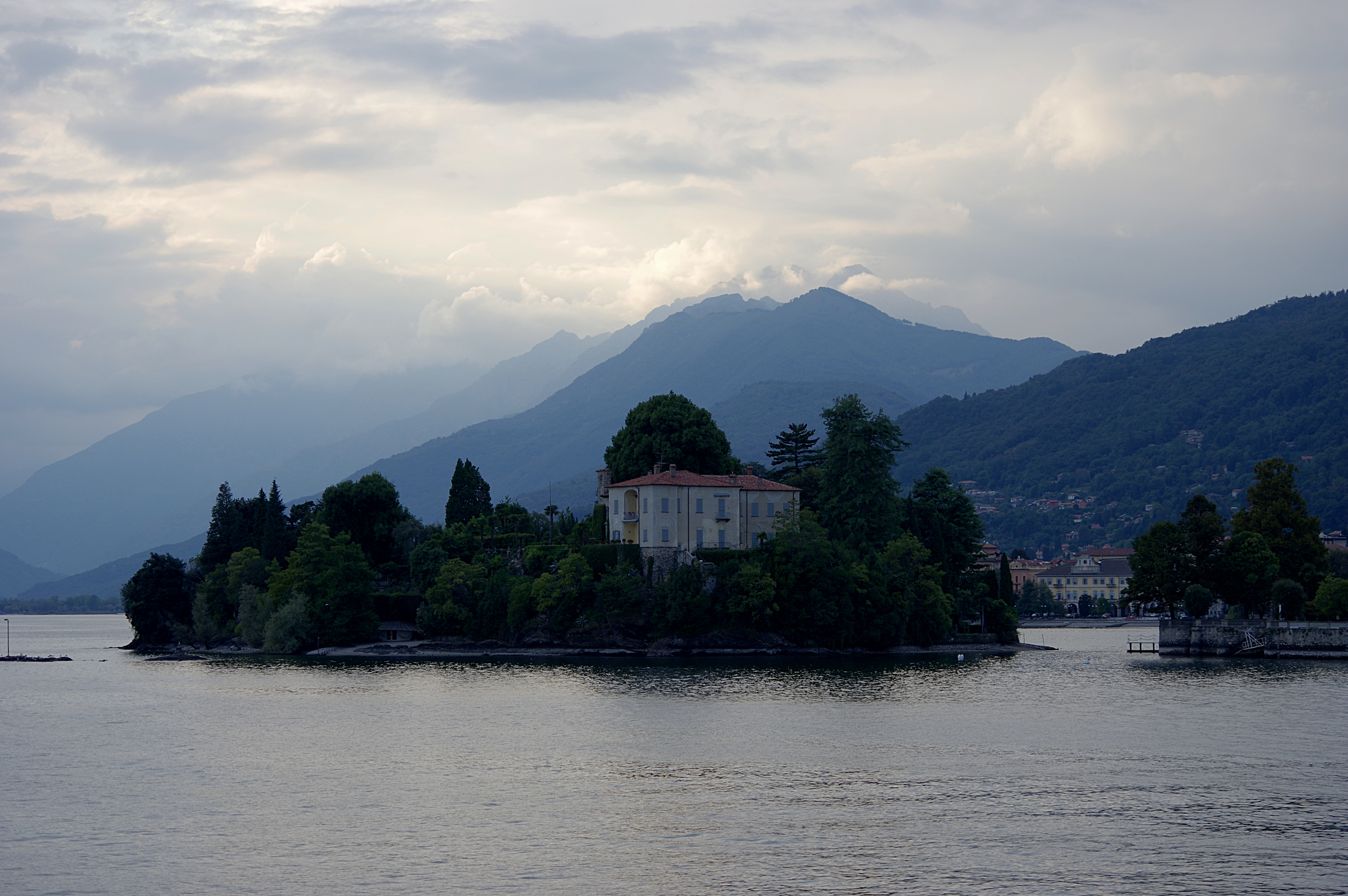
Il palazzo Borromeo sull'Isolino di San Giovanni.

Citato per la prima volta, come isola di Sant'Angelo, in un documento dell'imperatore Ottone III, nell'anno 999. Il nome derivava dalla chiesa eretta all'interno del castello, dedicata a San Michele Arcangelo. La chiesa fu in seguito distrutta ed il nome dell'isola fu cambiato in San Giovanni per la presenza di un oratorio con un fonte battesimale dedicato a San Giovanni Battista.
Successivamente l'isola fece parte dei possedimenti della famiglia Barbavara (conti di Castello o De Castello). Se ne trova traccia in un documento del 1152, nel quale Federico Barbarossa confermava ai Barbavara i loro possedimenti sul lago Maggiore.
Nei secoli seguenti passò poi ad altri proprietari ed infine, nel 1632 alla famiglia Borromeo, che ne mantiene ancora la proprietà.
Palazzo e giardini furono in seguito trasformati varie volte, fino ad assumere l'aspetto odierno verso la metà del XIX secolo.